# Figura de linguagem
Uma figura de linguagem, por vezes chamada de figura de retórica ou figura de estilo, é uma operação enunciativa que intensifica ou atenua o sentido de algum elemento do discurso, servindo também para a ornamentação do texto. A definição precisa acerca do que é uma figura de linguagem bem como a sua classificação não é unânime, mas é um consenso de que elas são a peça central na construção do pathos retórico e da literariedade e na otimização do texto. 

## História
Segundo José Luiz Fiorin, nos seus livros Argumentação e Figuras de retórica, as figuras de linguagem foram primeiramente estudadas pelos expoentes da retórica clássica, como Aristóteles, Quintiliano e Cícero. Destes, destaca-se Cícero, que, no seu livro De oratore, afirmava que as figuras são a peça central para a construção do ornatus, que é o embelezamento da linguagem. Observa Fiorin que ornatus não possui o sentido enfeitar, mas sim o de equipar o discurso, o que significa que esses autores compreendiam que havia uma dimensão argumentativa nas figuras de linguagem, isto é, elas serviam também para persuadir e argumentar.
Durante a Idade Média, os autores que se dedicavam ao estudo da retórica fizeram uma distinção clara entre os elementos persuasivos da linguagem (que foram legadas aos estudos da topologia) e as características estéticas e ornamentais do discurso (que foram legadas aos estudos da tropologia). Essa distinção contribuiu para a negação da dimensão argumentativa das figuras de linguagem, que passaram a ser vistas apenas como um "luxo" discursivo.
Foi somente a partir da segunda metade do século XX que as figuras de linguagem voltaram à atenção dos estudiosos. O primeiro expoente dessa operação foi o linguista e semiólogo Roman Jakobson, que, em 1956, publicou o texto Dois aspectos da linguagem e dois tipos de afasia, onde argumentou que todos os processos simbólicos humanos derivam da metáfora, construída a partir de uma relação de similaridade entre dois entes, e da metonímia, construída a partir de uma relação de contiguidade entre dois entes. A partir desse estudo, vários outros linguistas e semiólogos passaram a se dedicar ao estudo e à classificação das figuras, dos quais um dos primeiros e mais fundamentais foi Roland Barthes.
Hoje em dia, o estudo das figuras de linguagem é feito geralmente por linguistas no campo da semântica e, principalmente, da pragmática.

## Classificação
A classificação das figuras de linguagem não é unânime entre linguistas, primeiramente porque há diversas maneiras de classificá-las, e também porque os limites acerca do que é uma figura de linguagem são relativamente vagos, fazendo com que haja discussão sobre se uma operação enunciativa é ou não uma figura de linguagem (por exemplo, alguns argumentam que a alusão é uma figura de linguagem, enquanto outros argumentam que não). De qualquer maneira, as figuras de linguagem são geralmente classificadas em: figuras de sentido ou figuras de palavras ou tropos; figuras de ideias ou figuras de pensamento; figuras de sonoridade; e figuras de sintaxe.

### Figuras de sentido (tropos)
As figuras de sentido, mais comumente chamadas de tropos nos meios acadêmicos, baseiam-se, segundo Quintiliano, no processo de translatio, que consiste em transpor o sentido de uma palavra, empregando-se o de outra em seu lugar. Segundo o linguista Paul Ricœur, esse processo pode ser visto como uma predicação impertinente, isto é, afirmar que uma coisa é o que ela, objetivamente, não é.
Como observa Jakobson, os tropos se dividem em dois grupos: os que se constroem a partir da similaridade entre dois entes, cuja base é a metáfora; e os que se constroem a partir da contiguidade entre dois entes, cuja base é a metonímia. Fiorin afirma que o primeiro grupo realiza um movimento de concentração semântica, isto é, concentra-se o sentido total da palavra em um ou outro sema que ela possui; ao passo que o segundo grupo realiza um movimento de expansão ou difusão semântica, isto é, um valor semântico é transferido a outro.
| Figura                                       | Definição | Exemplo | Operação                                    |
| -------------------------------------------- | --- | --- | ------------------------------------------- |
| metáfora impura, atributiva ou in praesentia | consiste em comparar dois elementos sem o emprego de conectivos e de maneira direta, referindo-os no enunciado por meio de uma oração assertiva.         | "Os seus olhos são duas esmeraldas." | Similaridade ou concentração semântica.     |
| metáfora pura, indireta ou in absentia       | consiste em comparar dois elementos de maneira indireta, referindo apenas o elemento comparante.                                                         | "As duas esmeraldas dela me fitaram durante toda a noite."                                                                                           | Similaridade ou concentração semântica.     |
| comparação ou símile                         | consiste em comparar dois elementos com o auxílio de conectivos, referindo-se aos dois.                                                                  | "Os seus olhos são como duas esmeraldas." "Eu vaguei como um lobo pela noite." "Como a porta gira nos seus gonzos, assim o preguiçoso, na sua cama." | Similaridade ou concentração semântica.     |
| prosopopeia ou personificação                | consiste em atribuir características humanas seres não humanos.                                                                                          | "Deus criou o sol para presidir o dia" (Em um quadrinho, um cachorro falando e andando em duas patas)                                                | Similaridade ou concentração semântica.     |
| animalização ou reificação                   | consiste em atribuir características não humanas a seres humanos.                                                                                        | "O investigador farejou a casa inteira atrás de provas"                                                                                              | Similaridade ou concentração semântica      |
| sinestesia                                   | consiste em misturar os cinco sentidos humanos. | "O piano ostentava um som (audição) doce (paladar)."                                                                                                 | Similaridade ou concentração semântica      |
| hipálage                                     | consiste em atribuir uma característica de um ente a outro ente próximo.                                                                                 | "Ela me lançou um olhar furioso" (quem está furioso é ela e não o olhar)                                                                             | Similaridade ou concentração semântica      |
| metonímia                                    | consiste em expandir a abrangência de um termo, pela troca de autor e obra, causa e efeito etc.                                                          | "Eu leio Machado de Assis" (os livros de Machado de Assis)                                                                                           | Contiguidade, expansão ou difusão semântica |
| autonomásia                                  | consiste em referir-se a alguém por meio de uma característica sua.                                                                                      | "O rei da selva dormia na savana" (leão) | Contiguidade, expansão ou difusão semântica |
| perífrase                                    | consiste em dizer algo de maneira indireta e com mais palavras                                                                                           | "Eles são unidos por laços matrimoniais" (casados)                                                                                                   | Contiguidade, expansão ou difusão semântica |
| adínaton                                     | consiste em expor uma impossibilidade por meio de uma perífrase, sendo uma variação desta.                                                               | "Só vou fazer isso quando o nosso vizinho pisar na lua"                                                                                              | Contiguidade, expansão ou difusão semântica |
| eufemismo                                    | consiste em atenuar o sentido de um termo forte ou sensível, trocando-o por outro mais leve.                                                             | "Infelizmente, ele já não se encontra entre nós" (morreu)                                                                                            | Contiguidade, expansão ou difusão semântica |
| disfemismo                                   | consiste em empregar um termo chulo, grosseiro ou sarcástico no lugar de outro, com objetivo humorístico, alcançando o efeito contrário ao do eufemismo. | "Ele foi jogar no Vasco" (morreu) | Contiguidade, expansão ou difusão semântica |
| hipérbole                                    | consiste em usar de exagero para expressar uma ideia ou sentimento.                                                                                      | "Eu estou morrendo de amor por você" (amo) | Contiguidade, expansão ou difusão semântica |

### Figuras de pensamento
As figuras de pensamento baseiam-se no jogo entre as ideias presentes no enunciado. Elas geralmente operam pela repetição e pela acumulação, com o intuito de dar mais vigor a uma ideia. Fiorin elenca algumas delas (mais especificamente a apóstrofe, o oximoro, a ironia e a lítote) como tropos.
| Figura       | Definição | Exemplo | Operação                                     |
| ------------ | --- | --- | -------------------------------------------- |
| apóstrofe    | consiste em trazer uma terceira pessoa à cena enunciativa por meio de um vocativo, tratando-a como o interlocutor.                                                 | "Oh! meu Deus! Até quando eu clamarei e tu não me ouvirás?"                                                                               | Similaridade ou concetração semântica        |
| antítese     | consiste em aproximar duas ideias opostas em um enunciado, mas sem gerar contradição.                                                                              | "Eu estava entre a vida e a morte!" | Acumulação                                   |
| oximoro      | consiste em unir, numa mesma expressão, termos opostos, de maneira a gerar uma contradição aparente, que se resolve pela concentração do sentido de um dos termos. | "Amor é um contentamento descontente (contentamento que traz prejuízos)"                                                                  | Similaridade ou concentração semântica       |
| ironia       | consiste em afirmar algo querendo indicar o seu oposto. | "O menino é um santo (bagunceiro)!" | Contiguidade, expansão ou difusão semântica. |
| lítote       | consiste em negar o contrário daquilo que se quer afirmar. | "Você não é nada burro (é inteligente)"                                                                                                   | Contiguidade, expansão ou difusão semântica. |
| paráfrase    | consiste em reformular aquilo uma afirmação com outras palavras.                                                                                                   | "A minha namorada é a mulher mais bonita e mais deslumbrante que eu já conheci."                                                          | Repetição                                    |
| pleonasmo    | consiste em repetir unidades formalmente distintas, mas idênticas do ponto de vista semântico, gerando uma ambiguidade.                                            | "Só acredito naquilo que vejo com meus próprios olhos"                                                                                    | Repetição                                    |
| antanáclase  | consiste em repetir o mesmo lexema, mas com significados diversos.                                                                                                 | "No verso (parte de trás) da folha estão escritos alguns versos (linhas de poemas)"                                                       | Repetição                                    |
| paradiástole | consiste em distinguir os vários sentidos de um mesmo termo. | "Desconfiar por temor é covardia, mas desconfiar por cautela é prudência"                                                                 | Repetição                                    |
| conglobação  | consiste em enumerar os diversos aspectos de um ente. | "Eu quero beijar as suas bochechas, os seus lábios, o seu pescoço, os seus seios..."                                                      | Acumulação                                   |
| metábole     | consiste em estender o enunciado com muitos sinônimos de um mesmo termo.                                                                                           | "Analice era bela, linda, majestosa..."                                                                                                   | Acumulação                                   |
| gradação     | consiste em sequenciar palavras a partir de uma escala emocional, quantitativa etc.                                                                                | "Eu o esperei por um, dois, três, quatro dias, mas ele não apareceu."                                                                     | Acumulação                                   |
| concatenação | consiste em uma gradação, onde o elemento anterior é retomado no seguinte.                                                                                         | "O que ficou da lagarta, o gafanhoto o comeu; e o que ficou do gafanhoto, a locusta o comeu; e o que ficou da locusta, o pulgão o comeu." | Acumulação                                   |

### Figuras de sonoridade
As figuras de sonoridade baseiam-se na manipulação dos fonemas e sílabas presentes no enunciado, de maneira a criar padrões ou sugerir ideias. Operam geralmente pela repetição, pela troca, pelo acréscimo e pela diminuição. A onomatopeia pode muito bem ser considerada um tropo derivado da metáfora, mas não há nenhum autor que trabalhe essa ideia.
| Figura               | Definição                                                              | Exemplo | Operação                       |
| -------------------- | ---------------------------------------------------------------------- | --- | ------------------------------ |
| aliteração           | consiste em reiterar consoantes ou traços fônicos consonânticos.       | "O rato roeu a roupa do rei de Roma" (aliteração em /R/) "A folha voou foi levada pelo vento" (aliteração em labiodentais)        | Repetição                      |
| assonância           | consiste em reiterar vogais ou traços fônicos vocálicos.               | "Desci o rio triste da vida" (assonância em /i/) "Quando me assento no chão do quintal, contemplo a manhã" (assonância em nasais) | Repetição                      |
| paquerema            | consiste em terminar uma palavra com a sílaba inicial da próxima.      | "O palhaço sorri risadas de dor."                                                                                                 | Repetição                      |
| homeoteleuto ou rima | consiste em aproximar termos cujos finais apresentem igualdade sonora. | "Ela era uma quarentona bonitona, mas não largava a poltrona."                                                                    | Repetição                      |
| paranomásia          | consiste em aproximar termos de sonoridade muito semelhante.           | "Antes sofria, hoje sou fria" | Repetição                      |
| onomatopeia          | consiste em reproduzir um som externo por meio de fonemas.             | "O gatinho fez miau (miado de gato) pra gente quando passamos por ele"                                                            | Repetição                      |
| metaplasmos          | consiste em alterar a fonética das palavras.                           | "Eu tentava acalmar o bebê, mas ele quelia mamá"                                                                                  | Troca, acréscimo e diminuição. |
| metagrafos           | consiste em alterar a ortografia das palavras.                         | "Ela me mandou mensagem perguntando se "vc quer alguma coisa". Respondi que não"                                                  | Troca                          |

### Figuras de sintaxe
As figuras de sintaxe baseiam-se na manipulação dos elementos sintáticos do texto, de maneira a criar padrões e otimizar o fluxo de leitura. Operam pela repetição, pela diminuição, pela transposição e pela troca, e, segundo Fiorin, alguns deles podem ser classificados como tropos.
| Figura                    | Definição | Exemplo | Operação                                    |
| ------------------------- | --- | --- | ------------------------------------------- |
| silepse                   | consiste em realizar a concordância gramatical não com o que está explícito no enunciado, mas com o que está implícito.                                                     | "O Presidente da República faço saber que..." (decreto assinado pelo presidente)                                                                                        | Similaridade ou concentração semântica      |
| enálage                   | consiste em usar uma categoria gramatical no lugar de outra. | "Nos anos 60, o autor começa a produzir poesia social." (presente ao invés do pretérito perfeito)                                                                       | Contiguidade, expansão ou difusão semântica |
| metalepse                 | consiste em tomar o antecedente pelo consequente e vice-versa. | "A família chegou aqui em casa há quinze dias" (chegou no lugar de está)                                                                                                | Contiguidade, expansão ou difusão semântica |
| hendíade                  | consiste em expressar uma função sintática por duas. | "O seu pecado e desobediência foi a causa da sua morte" (no lugar de pecado de desobediência)                                                                           | Contiguidade, expansão ou difusão semântica |
| reticência                | consiste em deter uma afirmação, de maneira que o interlocutor possa completá-la                                                                                            | "Nunca conte um segredo a um amigo, porque o seu amigo também um amigo..."                                                                                              | Contiguidade, expansão ou difusão semântica |
| epizêuxis ou reduplicação | consiste em repetir o mesmo termo em sequência. | "Isso foi há muito, muito tempo atrás." | Repetição                                   |
| diácope                   | consiste em uma reduplicação com termos intercalados. | Por que, meu amor, por que me rejeitaste?" | Repetição                                   |
| epanalepse                | consiste em repetir um mesmo termo no início e no fim de uma frase ou verso.                                                                                                | "Alvuras castas, virginais alvuras" | Repetição                                   |
| anáfora                   | consiste em repetir o mesmo termo no início de frases ou versos diferentes.                                                                                                 | "Sou homem, sou casado e sou brasileiro" | Repetição                                   |
| mesodiplose               | consiste em repetir o mesmo termo no meio de frases ou versos distintos. | "Não quero perder a guerra, e me recuso a perder a batalha." | Repetição                                   |
| epístrofe ou epífora      | consiste em repetir o mesmo termo no final de orações ou versos distintos.                                                                                                  | "Não sou nada. Nunca serei nada. Não posso querer ser nada." | Repetição                                   |
| epanadiplose              | consiste em repetir um termo no início de um verso ou oração e no final de outro.                                                                                           | "Alcançar pouco é muito melhor do que nada alcançar" | Repetição                                   |
| anadiplose                | consiste em repetir o termo final de uma oração ou verso no início de outro                                                                                                 | "Jesus Cristo nos dá vida, vida em abundância" | Repetição                                   |
| ploce                     | consiste em repetir um termo no meio de um verso ou oração e no início ou fim de outro e vice-versa.                                                                        | "Devemos aproveitar a vida, mas sabendo que a vida não é eterna." | Repetição                                   |
| símploce                  | consiste em repetir os termos iniciais e finais em diversas frases ou versos.                                                                                               | "Quero receber o carinho dela. Quero desfrutar do corpo dela. Quero passar a minha vida ao lado dela."                                                                  | Repetição                                   |
| epanástrofe               | consiste em repetir um mesmo termo com inversão de palavras. | "Mudou-se Deus? Ou Moisés? Ou são os mesmos? Os mesmos são." | Repetição                                   |
| quiasmo                   | consiste em repetir de maneira cruzada dois termos em frases ou orações diferentes.                                                                                         | "O sábado foi feito para o homem, e não o homem para o sábado" | Repetição                                   |
| epímone                   | consiste em repetir aleatoriamente a mesma palavra ou termo ao longo do texto.                                                                                              | "O coração do homem fala ao coração da mulher, numa conversa que só um coração é capaz de enteder."                                                                     | Repetição                                   |
| polioptoto                | consistem em repetir a mesma palavra em suas variadas reflexões. | "Ah! minha Dinamene! Assim deixaste / Quem nunca deixar pode de querer-te."                                                                                             | Repetição                                   |
| epânodo                   | consiste em repetir dois termos anteriormente enunciados em conjunto, para desenvolver-lhes o sentido separadamente.                                                        | "Júlia é esposa e mãe: esposa de Cláudio e mãe de Maria." | Repetição                                   |
| palilogia                 | consiste em repetir uma oração ou verso | "Foi na cruz, foi na cruz onde um dia eu vi..." | Repetição                                   |
| ritonelo                  | consiste em repetir uma oração, mas intercalando-a com outras, como se ela fosse um lema.                                                                                   | "Eu sou feliz, porque sou bem casado. Eu sou feliz, porque acredito em Deus. Eu sou feliz, porque tenho filhos."                                                        | Repetição                                   |
| refrão ou estribilho      | consiste em repetir um conjunto de versos de maneira regular. | | Repetição                                   |
| paralelismo               | consiste em repetir uma estrutura sintática em diferentes orações ou versos.                                                                                                | "Estado eficiente, povo feliz" (substantivo + adjetivo) | Repetição                                   |
| polissíndeto              | consiste em repetir um mesmo conectivo. | "Desejo-te paz e riqueza e saúde e muita felicidade!" | Repetição                                   |
| assíndeto                 | consiste em omitir a conjunção entre elementos coordenados. | "Chegou no campo, (e) ajeitou a bola, (e) chutou pro gol." | Diminuição                                  |
| elipse                    | consiste em omitir elementos que podem ser presumidos ou recuperados pelo contexto.                                                                                         | "(Eu) Detesto dias de sol." | Diminuição                                  |
| zeugma                    | consiste em omitir um elemento já expresso anteriormente no enunciado. | "Preciso de amor e (preciso de) carinho" | Diminuição                                  |
| anacoluto                 | consiste em topicalizar um termo, omitindo o conectivo que o rege e deixando-o sem função sintática no enunciado.                                                           | "O forte, o covarde o teme." | Diminuição                                  |
| anástrofe                 | consiste em inverter a ordem natural entre duas palavras de um mesmo sintagma.                                                                                              | "O pobre menino não tinha o que comer" (ao invés de menino pobre) | Transposição                                |
| hipérbato                 | consiste em alterar a ordem natural dos sintagmas. | "Já está pronta a comida" (no lugar de "a comida já está pronta") "Pelas ondas navegavam do Oriente" (no lugar de "navegavam pelas ondas do Oriente")                   | Transposição                                |
| sínquise                  | consiste em alterar de maneira radical a ordem das palavras e dos sintagmas, em uma mistura de anástrofes e hipérbatos, de maneira a tornar a frase de difícil compreensão. | "Ouviram do Ipiranga as margens plácidas / De um povo heroico o brado retumbante"                                                                                       | Transposição                                |
| histerologia              | consiste em mencionar primeiramente um evento posterior, de maneira a provocar uma anástrofe temporal.                                                                      | "Eles matam e roubam quem encontram no caminho" (o correto seria roubar e, depois, matar)                                                                               | Transposição                                |
| parêntese                 | consiste em interpolar uma ideia durante o fluxo do texto. | "Eu levantei os meus olhos (porque as minhas mãos estavam presas) para os céus"                                                                                         | Transposição                                |
| suspensão                 | consiste em acumular uma série de premissas que levam a uma conclusão | "Por esse pão pra comer, por esse chão pra dormir, / A certidão pra nascer e a concessão pra sorrir, / Por me deixar respirar, por me deixar existir, / Deus lhe pague" | Transposição                                |
| retificação               | consiste em reformular o que se disse anteriormente, empregando uma expressão mais forte.                                                                                   | "Ela se casou com aquele homem, ou melhor, com aquele traste!" | Troca                                       |
| retroação                 | consiste em retomar a história ao passado para que se possa entender melhor os fatos.                                                                                       | | Troca                                       |
| pergunta retórica         | consiste em fazer perguntas sem o objetivo de receber uma resposta do interlocutor, mas desenvolver um tema ou apenas provocar impacto.                                     | "Mas por que o personagem fez isso? Para entendermos essa questão..." "Meu amor, por que é que você teve que morrer?"                                                   | Troca                                       |
| exclamação                | consiste em apresentar exclamativamente um ponto de vista que poderia ser apenas afirmado.                                                                                  | "Existe um povo que a bandeira empresta / Pra cobrir tanta infâmia e covardia!"                                                                                         | Troca                                       |